# قره‌تپه (میاندوآب)
قره‌تپه (میاندوآب)، روستایی از توابع بخش مرکزی شهرستان میاندوآب در استان آذربایجان غربی ایران است.